# La Sonora Santanera
La Sonora Santanera ist eine mexikanische Big Band, die vor allem im Bereich der Música Tropical tätig ist. Sie tritt in der Regel als komplettes Orchester inklusive Begleitgesang mit bekannten, vorwiegend mexikanischen, Sängerinnen und Sängern auf.

## Geschichte
Die Musikgruppe wurde 1955 in der Colonia Valle Gómez, einem Stadtviertel in der Delegación Venustiano Carranza im Nordosten von Mexiko-Stadt, gegründet. Sie hieß zunächst Tropical Santanera, wobei sich der bis heute erhaltene Begriff Santanera von der Barra de Santana ableitet; einer kleinen Gemeinde im mexikanischen Bundesstaat Tabasco, aus der ihr Gründer und erster Musikdirektor Carlos Colorado Vera kam.
Als die Gruppe 1959 ein Engagement beim Teatro Folies hatte, änderte der Geschäftsmann und Komiker Jesús Martínez „Palillo“ ihren Namen in La Sonora Santanera, unter dem die Gruppe noch heute firmiert. 1961 veröffentlichten sie ihre ersten Alben und das Lied La Boa war ihr erster großer Erfolg. Am Ende desselben Jahres begann die Zusammenarbeit mit der Sängerin Sonia López, mit der sie 1962 das gesamte Album Sonora Santanera Canta Sonia López aufnahmen, das bis heute das meistverkaufte Album der Sonora Santanera ist. 
In den frühen 1970er Jahren ereigneten sich gleich mehrere Schicksalsschläge. Zunächst wurde im Februar 1973 ihr Bongospieler Armando Espinoza ermordet, und an seiner Stelle trat Arturo Ortiz der Gruppe bei. Im darauffolgenden Jahr musste sich ihr Gründer und erster Trompeter Carlos Colorado krankheitsbedingt zeitweise zurückziehen und wurde häufiger durch Antonio Méndez vertreten. 
Bei einem Zusammenstoß ihres Tourbusses mit einem Lastkraftwagen am 25. April 1986 kam Carlos Colorado ums Leben, und viele andere Bandmitglieder wurden teilweise schwer verletzt. Nach Genesung meldete sich die Gruppe mit ihrem 1987 veröffentlichten Album Dios sí perdona, el tiempo no zurück.

## Diskografie
| Jahr | Titel                                             | Höchstplatzierung, Gesamtwochen, AuszeichnungChartsChartplatzierungen (Jahr, Titel, Platzierungen, Wochen, Auszeichnungen, Anmerkungen) | Anmerkungen                             |
| Jahr | Titel                                             | MX | Anmerkungen                             |
| ---- | ------------------------------------------------- | --- | --------------------------------------- |
| 2011 | Tesoros De Colección                              | MX42 (93 Wo.)MX | Erstveröffentlichung: 30. August 2011   |
| 2013 | Grandes Éxitos de las Sonoras, Con la Más Grande  | MX3 ×5Fünffachgold · (129 Wo.)MX | Erstveröffentlichung: 29. Oktober 2013  |
| 2015 | En Vivo Teatro Metropolitan                       | MX8 (24 Wo.)MX | Erstveröffentlichung: 11. April 2015    |
| 2016 | La Sonora Santanera en su 60 Aniversario          | MX1 (86 Wo.)MX | Erstveröffentlichung: 1. April 2016     |
| 2016 | La Única Internacional Sonora Santanera Sinfonica | MX7 ×5Fünffachgold · (107 Wo.)MX | Erstveröffentlichung: 12. August 2016   |
| 2017 | La Fiesta Continúa                                | MX2 Gold · (47 Wo.)MX | Erstveröffentlichung: 3. November 2017  |
| 2018 | Mariachi, Voces y Cuerdas                         | MX8 (21 Wo.)MX | Erstveröffentlichung: 16. März 2018     |
| 2018 | Auditorio Nacional (En Vivo)                      | MX12 (34 Wo.)MX | Erstveröffentlichung: 7. Dezember 2018  |
| 2019 | Noches de Cabaret                                 | MX10 (22 Wo.)MX | Erstveröffentlichung: 22. November 2019 |
| 2019 | Homenaje a la Música Tropical                     | MX1 Gold · (25 Wo.)MX | Erstveröffentlichung: 29. November 2019 |